# Melody (FIELD OF VIEWの曲)
『Melody』（メロディ）はthe FIELD OF VIEWの3枚目（FIELD OF VIEWから数えて20枚目）のシングル。

## 解説
- the FIELD OF VIEWに改名してから3枚目のシングルであると共に、最後のシングルとなった。この作品発表時に、2002年年内をもっての解散を発表した。
- シングル曲では初めて浅岡雄也以外のメンバーがメインで製作した。
- TBS系「COUNT DOWN TV Neo」エンディングテーマとして起用された。
- 初回版には特典として、期限前に応募すればビデオクリップDVD「VIEW CLIPS 〜Memorial Best〜」の「FAN LIST」に応募者全員の名前が載るキャンペーンを行った。
- 2020年5月時点、カップリングはアルバム未収録。

## 収録曲
1. Melody
作詞:小橋琢人 / 作曲:小田孝 / 編曲:新津健二
2. アンダンテ
作詞:小橋琢人 / 作曲:浅岡雄也 / 編曲:池田大介・the FIELD OF VIEW
3. Melody (Everlasting Version)
4. Melody (Backing Track)

## 収録アルバム
- Memorial BEST 〜Gift of Melodies〜 (#1)
- FIELD OF VIEW 25th Anniversary Extra Rare Best 2020 (#1)